# Nghệ thuật fractal

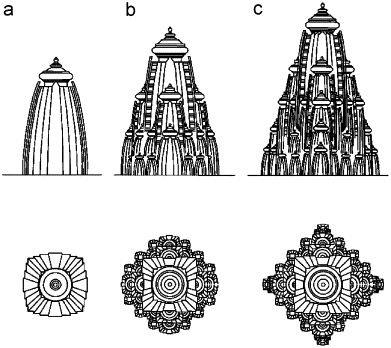
Nhà thờ Ấn Độ giáo thể hiện cấu trúc lặp lại, giống với fractal, khi các phần giống nhau về tổng thể.

Nghệ thuật fractal là một loại hình của nghệ thuật thuật toán được tạo ra bởi các vật thể fractal được tính toán và là đại diện cho kết quả của tính toán trong các lĩnh vực hình ảnh, đồ họa và sáng tạo thuật tính. Nghệ thuật fractal đã phát triển từ giữa thập niên 1980 trở đi.  Nó là một thể loại của nghệ thuật máy tính và nghệ thuật số là những phần của nghệ thuật truyền thông mới. Vẻ đẹp toán học của fractal nằm ở sự giao thoa giữa nghệ thuật sáng tạo và nghệ thuật máy tính. Các lĩnh vực này kết hợp với nhau để tạo ra một loại hình của nghệ thuật trừu tượng.
Nghệ thuật fractal (đặc biệt là trong thế giới phương Tây) hiếm khi được vẽ bằng tay. Nó được vẽ một cách gián tiếp với sự hỗ trợ của các phần mềm sáng tạo-fractal, nhắc đi nhắc lại 3 bước: đặt các thông số của phần mềm fractal thích hợp, thực hiện những tính toán về độ lớn có thể và ước lượng kết quả. Trong một vài trường hợp, các chương trình đồ họa khác nhau được sử dụng sau đó để sửa đổi hình ảnh đã được tạo ra. Đây được gọi là hậu kỳ. Hình ảnh không phải fractal có thể được tích hợp để tạo thành tác phẩm nghệ thuật. Tập hợp Julia và tập hợp Mandelbrot có thể được xét đến như là biểu tượng của nghệ thuật fractal.
Có điều được giả sử rằng nghệ thuật fractal không thể phát triển mà không có máy vi tính bởi vì khả năng tính toán mà nó cung cấp. Các hình fractal được tạo ra bởi áp dụng các phương pháp lặp lại để giải quyết các phương trình bất tuyến tính hay các phương trình đại số. Các hình fractal là bất kỳ của một số những đường cong hay hình cực kỳ bất bình thường mà bất kỳ phần nào được chọn giống về hình thức đối với phần lớn hơn hoặc nhỏ hơn khi phóng to hoặc thu nhỏ về cùng kích thước.